# 薬局

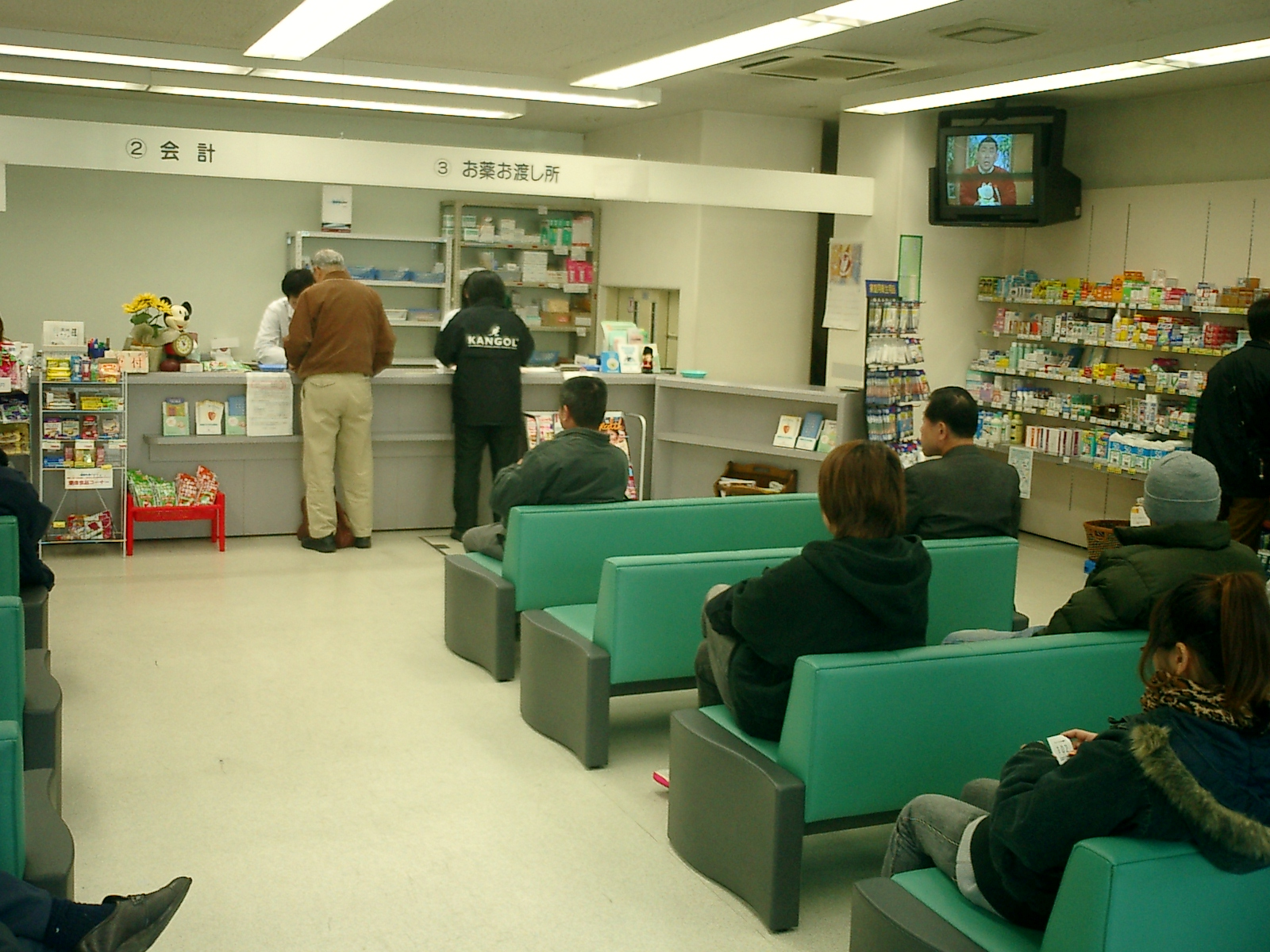
日本の薬局（調剤薬局）の例

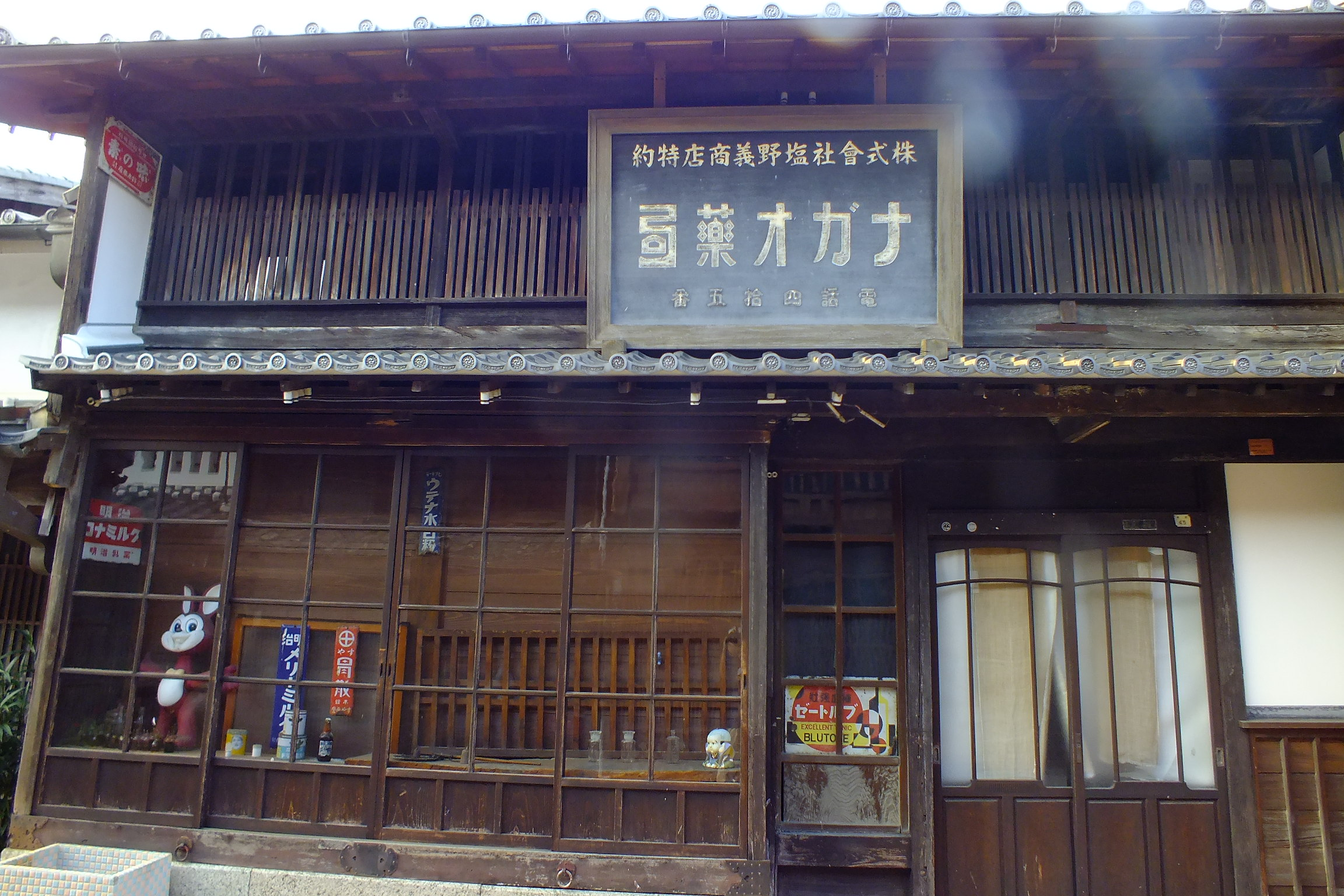
東海道五十三次 関宿にある古い薬局店舗

薬局（やっきょく）とは、薬剤師が薬の調剤を行い販売または授与をする店舗・施設。調剤のみではなく、既製の医薬品のほか医療機器や日用品などの販売も行っている場合もある（ドラッグストア等）。一般に接客する場とは別に調剤室があり、多くの国では調剤室について法規制が加えられている。薬剤師は基本的にファーマシューティカルケアの理念に従い業務を行う。営業時間内には薬剤師が常駐していることが求められ、また薬局の経営者が薬剤師であることを求める国も多い。薬局は結局、薬剤師が授与の目的で医薬品の調剤業務（薬剤を含む）と投薬及び服薬指導を行う販売店であるが、社会の発展に伴い、地域社会における薬剤師の役割が単に薬の調剤や販売にあるのではなく、患者の健康を優先的に考えるべき方向に変わりつつあり、患者志向的薬局（patient-oriented pharmacy）と区別されて強調されている。 世界保健機関においても、変化する薬局の役割について、1次保健医療チームの一員としてチーム医療に従事するという認識を持つように認識の転換を要請しており、患者志向の薬局に進むことを主張している。

## 日本の薬局制度
日本の薬局は、医薬品、医療機器等の品質、有効性及び安全性の確保等に関する法律（旧・薬事法。以下「薬機法」と略称）に基づく様々な規制を受けている。薬局は必ず調剤室を有しており、薬剤師が常駐して医師等の処方箋に基づいた医薬品を調剤することができる。2006年（平成18年）の医療法改正により、「調剤を実施する薬局」は医療提供施設と位置づけられた。これにより薬局が単なる医薬品販売店舗でなく、調剤という医療を提供する場所でもあることが明文化された。民間で日本初の西洋風薬局は1872年、福原有信によって東京の銀座に設立された資生堂と言われる。

### 法的定義
薬局については、薬機法第2条12項にその定義が存在している。薬機法及びその施行令等では、この定義に沿った解釈がなされる。
この法律で「薬局」とは、薬剤師が販売又は授与の目的で調剤の業務を行う場所（その開設者が医薬品の販売業を併せ行う場合には、その販売業に必要な場所を含む。）をいう。ただし、病院若しくは診療所又は飼育動物診療施設の調剤所を除く。

### 名称
原則として、薬局開設許可を受けた薬局でなければ「薬局」の名称は使用できない（薬機法第6条）。例外は病院または診療所の調剤所で、個別の薬局開設許可がなくとも「薬局」を名乗ることができる（薬機法施行規則第10条）。調剤室がない店舗（一般販売業の店舗）や薬剤師のいない店舗（登録販売者のみの店舗）では薬局開設許可を受けられないため、店舗名として「薬局」を使用できない。こうした店舗のことはドラッグストア（最も一般的な名称）やその和訳である薬店（やくてん）などと呼び、「○○ドラッグ」「クスリの○○」「○○薬品」といった名称が採用されている。
逆に、調剤を主に行ういわゆる調剤薬局でなくとも、調剤室を備えるなどの施設基準を満たし、薬局開設許可を受けていれば薬局である。一般用医薬品、化粧品、一般雑貨などを販売する、いわゆるドラッグストアであっても、薬局開設許可を受けていれば「薬局」と称することができる。さらに『薬局業務運営ガイドライン』では、名称に「薬局」とつけて積極的に表示することとされている。

### 許可
薬局は薬機法に従って6年間の営業許可を受けることが求められる。経営に特別の資格は求められないが、管理者は薬剤師であることが求められる。

### 業務
薬局の基本的な業務は、医師らが交付する処方箋に基づいて医薬品を調剤し、販売・授与することである。これは原則的に薬剤師の独占業務であって、薬剤師は対面によりその薬剤についての情報提供や指導を行ったうえで販売・授与を行うこととされている。
実際は処方箋調剤を行なわず保険薬局の指定も受けていない薬局も存在する。これは主に「薬局製剤」（都道府県知事の許可を受け、薬局が製造販売できる医薬品。「薬局製造医薬品」「薬局製造販売医薬品」などと呼ぶ地域もある。薬剤師が症状を聞き、調剤室でオリジナルの薬を調剤し販売していた。）の販売を目的としている場合である（1990年代の医薬分業の推進前、医療機関が外来患者に直接調剤した薬を渡していた院内処方が主流の時代に存在した薬局はこの形態であった）。
また「薬局業務運営ガイドライン」では、処方箋によらない一般用医薬品の供給に努めることとされている。これについては店舗販売業に準じる。

### 保険薬局

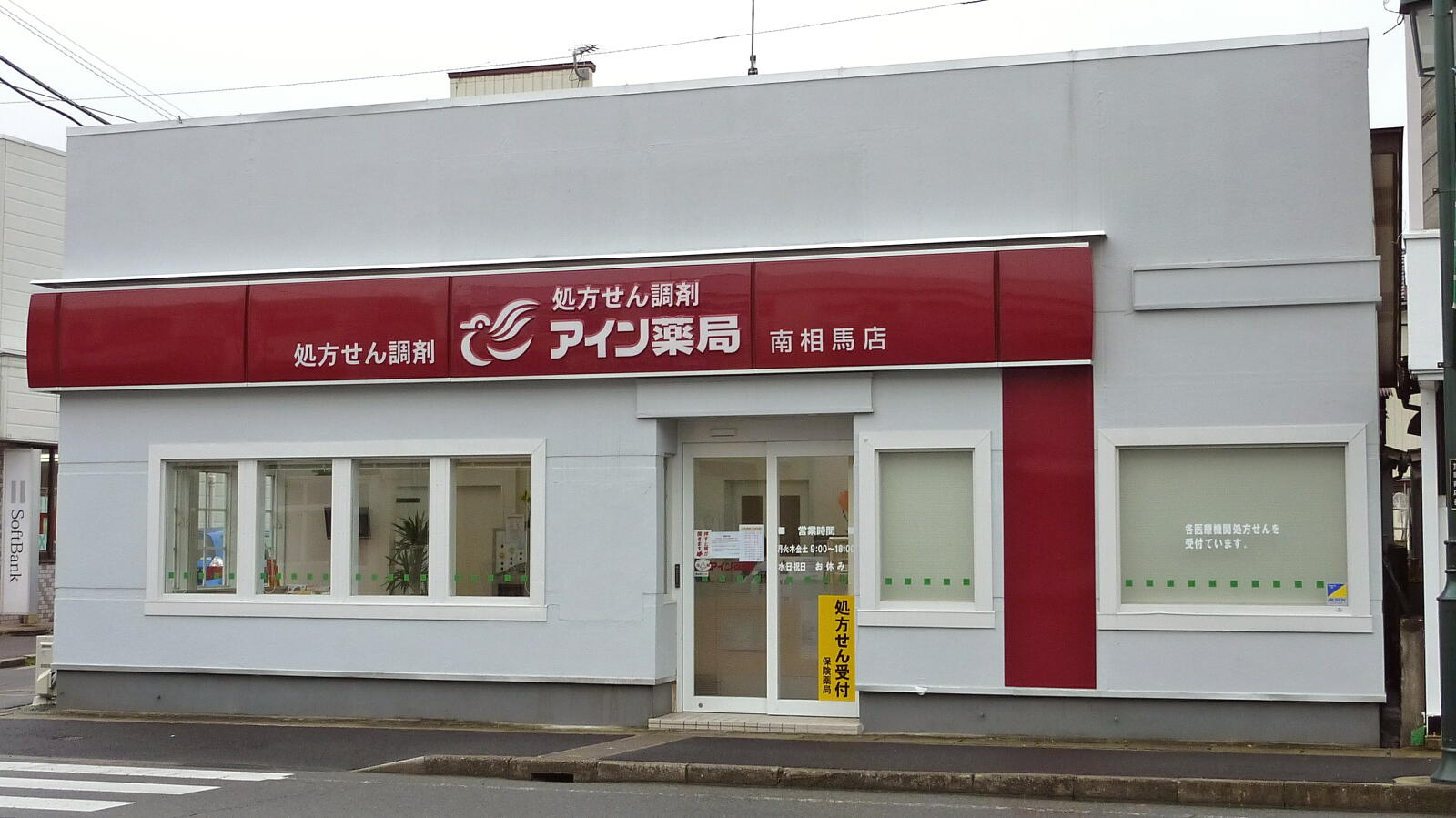
院外処方箋を受け付ける保険薬局（門前薬局）の例（アイン薬局）

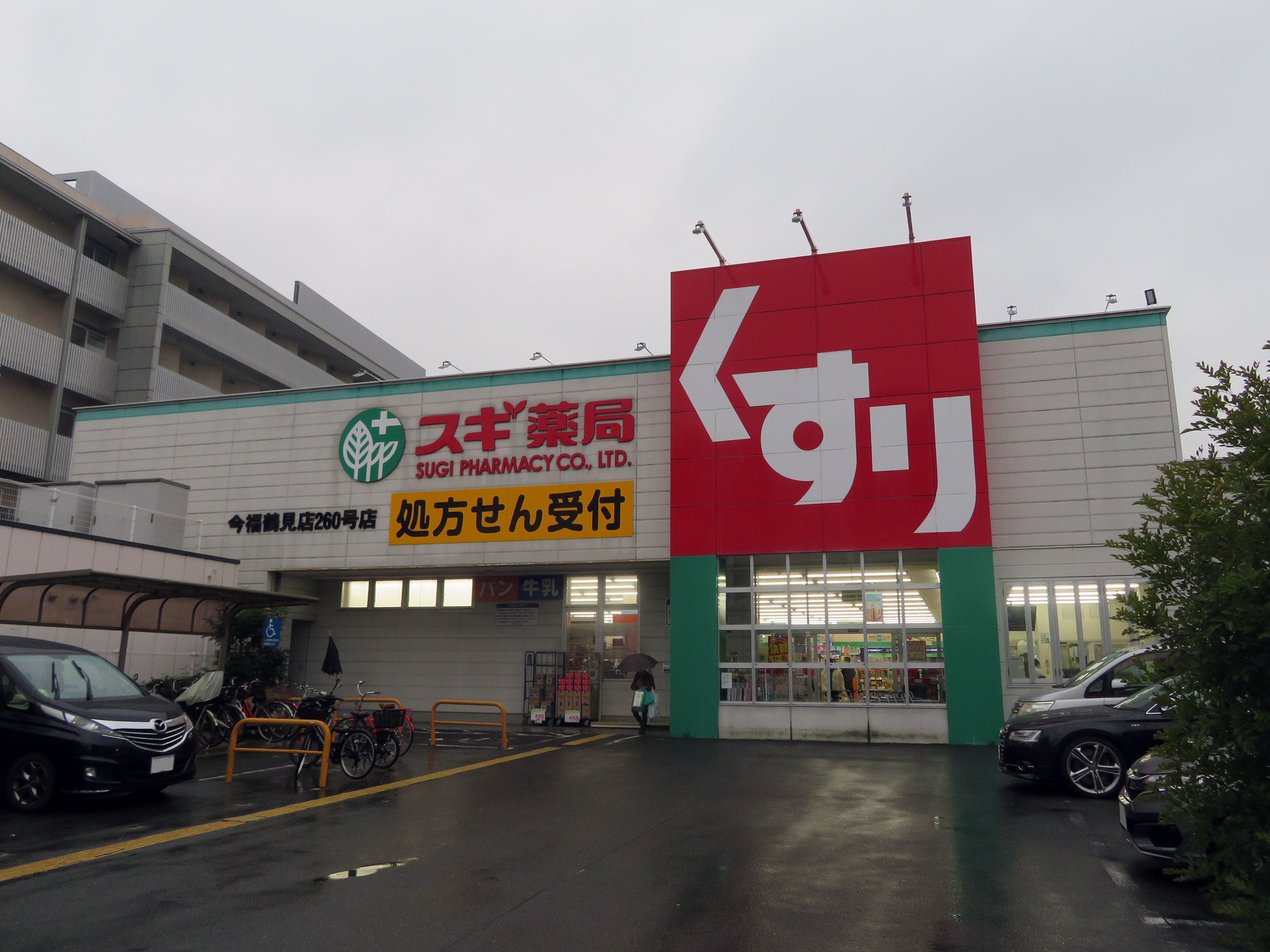
院外処方箋を受け付ける保険薬局を併設したドラッグストアの例（スギ薬局）

多くの薬局は、健康保険等の公的医療保険による調剤報酬を受け取ることが可能な保険薬局である。この保険薬局は、他の医療機関から発行された院外処方箋を受け付けて調剤を行う薬局である。俗に「調剤薬局」とも呼ばれるが、前述の通り医療保険制度に基づく調剤を行うという点で、保険薬局と調剤薬局は必ずしも同義ではない。
保険薬局は独立した医療機関であるため、一般道路に接続された独立の建物内に設けられ、その従事者と管理者といった人員や物品と会計処理が、他の医療機関と明確に区別されていなければならない。
医薬分業が推進されてからは、病院やクリニック（診療所）の近傍に保険薬局を構え、その医療機関の処方箋を多く受け付ける、「門前薬局」と俗称される形態が多くを占めるようになった。また、大手ドラッグストアチェーンが、店舗内に調剤室を併設して保険薬局業務に参入するケースも多くなった。患者が複数の医療機関から処方された処方箋を、同じ薬局で一元管理することが可能になり、複数の病院にかかる場合でも「かかりつけ薬局」を決めれば、患者ごとに薬剤服用歴などを管理することが実現できる。また、2008年4月1日からは、医師の許可がなくても「変更不可」でない限り、患者の求めに応じて処方薬を薬剤師が選んだ後発医薬品（ジェネリック医薬品）に変えることができるように処方箋の様式が変更された。これにより、患者が先発品と後発品の選択がしやすくなっている。保険調剤を行うためには保険薬剤師の雇用が必要である。
保険薬局は、その処方箋又は被保険者証によって、療養の給付を受ける資格があることを確めなければならず（保険薬局及び保険薬剤師療養担当規則第3条）、また薬剤の交付を望む者は、被保険者証の提出を求められたときは、当該処方箋及び被保険者証を（被保険者が70歳に達した日の属する月の翌月以降である場合は、高齢受給者証を添えて）提出しなければならない（健康保険法施行規則54条）。

### 基準薬局
日本薬剤師会では、かかりつけ薬局の選択基準となるように基準薬局制度を行っている。日本薬剤師会が定めた基準を満たして都道府県の薬剤師会の認定を受けた保険薬局は「基準薬局」を名乗ることができる。ただし2015年3月31日をもって日本薬剤師会の制度としては廃止し、各都道府県薬剤師会ごとの「都道府県薬剤師会認定基準薬局」制度に移行した。

### 地域連携薬局／かかりつけ薬局
2021年8月1日、かかりつけ薬局の役割を担う「地域連携薬局」制度がスタートした。
2016年4月より、かかりつけ薬局、かかりつけ薬剤師の仕組みを盛り込むことが中央社会保険医療協議会より答申された。「かかりつけ薬剤師」は、患者から同意を得た薬剤師が、市販薬も含めて患者の服薬状況を把握し、24時間体制で相談に応じる。必要に応じて患者宅を訪問して残薬の整理もする。
厚生労働省の『患者のための薬局ビジョン』では以下の3つの機能を求めており、団塊の世代が後期高齢者に達する2025年までに、全ての薬局がかかりつけ薬局としての機能を持つことを目指しすとした。
- 服薬情報の一元的・継続的な把握とそれに基づく薬学的管理・指導
- 24時間対応・在宅対応
- かかりつけ医を始めとした医療機関等との連携強化

かかりつけ薬局は、制度の浸透が大きな課題となっている。内閣府が2020年10月に行った調査では、薬局を一つに決め、薬剤師を一人に決めているか聞いたところ、「かかりつけ薬剤師・薬局を決めている」と答えた者の割合が7.6%、「薬局は一つに決めているが、かかりつけ薬剤師は決めていない」と答えた者の割合が18.4%、「病院や診療所ごとにその近くにある薬局に行く」と答えた者の割合が57.7%となっていて、かかりつけ薬局よりも門前薬局のほうが多く利用されている実態が浮き彫りになった。

### 健康サポート薬局
2016年2月12日、「医薬品、医療機器等の品質、有効性及び安全性の確保等に関する法律施行規則の一部を改正する省令（平成28年厚生労働省令第19号）」により規程された。 かかりつけ薬剤師の基本的な機能を備えた上で、地域住民の健康づくりを積極的に支援する「健康サポート機能」を持つ薬局のこと。厚生労働大臣が定める一定の基準をクリアし、都道府県知事に届出を行った薬局だけが、健康サポート薬局と表示できる。
健康サポート薬局の多くは、薬局の外にロゴマーク（アルファベットの「S（support）」をモチーフに取り入れたもの）を表示している。
全国の届出件数は、制度創設から2年が経過した2018年11月30日時点で1,147件、2019年12月27日時点で1,797件。
健康サポート薬局は、制度の周知が大きな課題である。内閣府が2020年10月に行った調査では、健康サポート薬局について知っていたか聞いたところ、「よく知っていた」と答えた者の割合が1.5%、「言葉だけは知っていた」と答えた者の割合が6.5%、「知らなかった」と答えた者の割合が91.4%となっていて、厚生労働省は周知を図る考えである。

### 病院の薬局（調剤所）
病院、診療所など医療施設内に設置された薬局と呼ばれる施設は、法的には調剤所といい、その施設の医師の処方箋に基づいた調剤をする施設である。これには薬局開設許可は不要であるので、他の医療施設からの処方箋を調剤することはできず、また一般用医薬品を販売することはできない。
厚生労働省の医薬分業推進もあり、入院患者を除き、外来患者に対しては一般薬局が営業していない夜間深夜のみ調剤する医療施設がほとんどである。

### 統計
- 平成23年（2011年）度末時点の薬局数 54,780 [17]
- 平成21年（2009年）度末時点の薬局数 53,304 [18]

## 世界の薬局制度

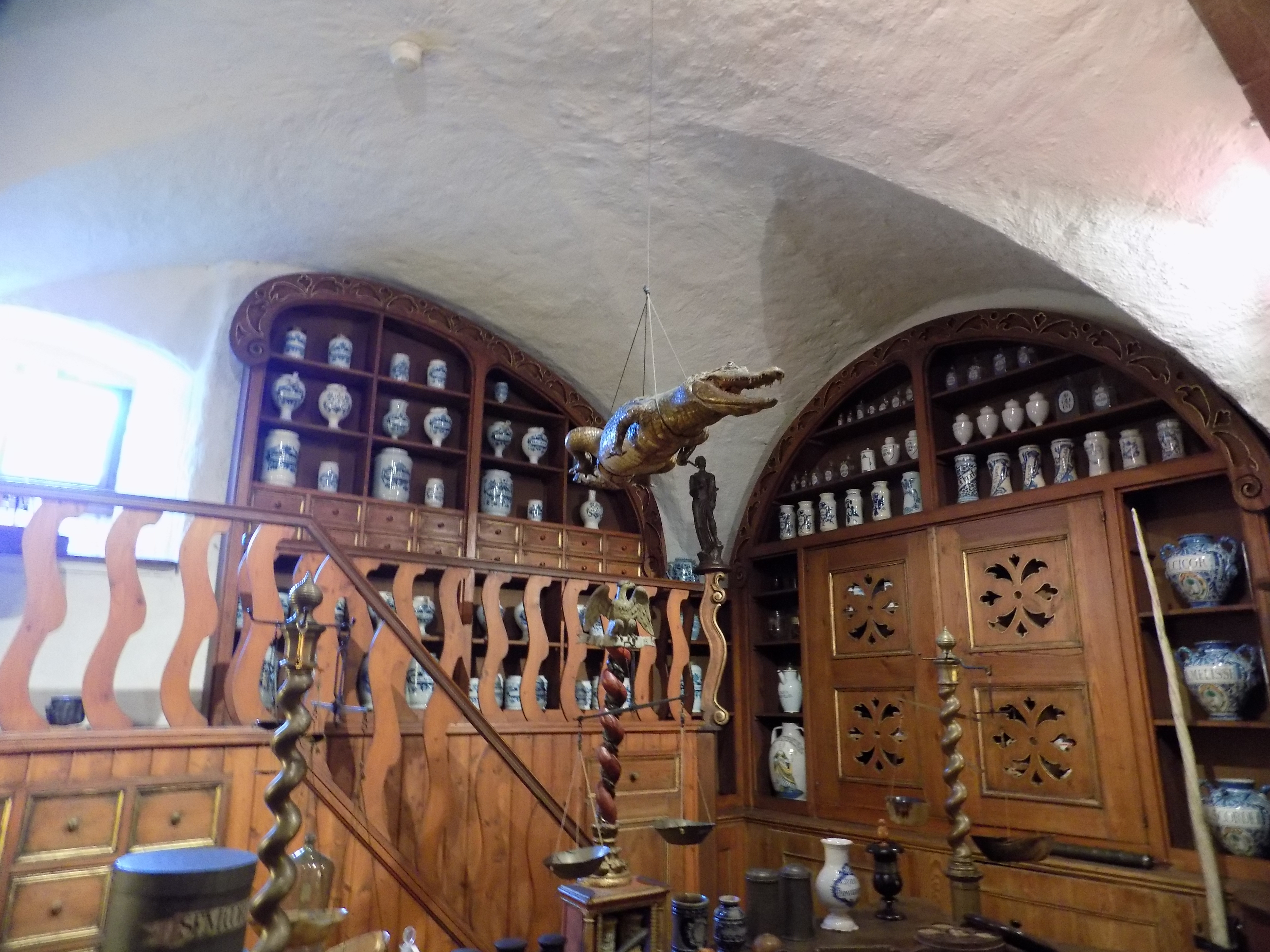
ドイツなどの薬局で頻繁に飾られるワニのはく製。ヒュギエイアの杯やアスクレピオスの杖に見られるように爬虫類は癒しのシンボルであり、ワニは異国情緒と異国の薬も扱ってるように見えることから飾られるようになった。

フランスの薬局
フランスでは医薬品は処方箋医薬品と処方箋任意医薬品に分類されており、これらを販売することが可能な業態は薬局に限られる。薬局には薬剤師を常時配置することが必要で、一定の販売額を超える薬局では販売額ごとに決められた人数の薬剤師を配置することを要する。
ドイツの薬局
ドイツでは医薬品は処方箋医薬品、薬局販売医薬品、自由販売医薬品に分類されている。処方箋医薬品と薬局販売医薬品を販売することが可能な業態は薬局のみ、自由販売医薬品を販売することが可能な業態は薬局及びドロゲリーに限られる。処方箋医薬品と薬局販売医薬品の販売には薬剤師を常時配置することが必要であるほか、全ての医薬品は薬局の管理者による常時対応が可能になっていることを要する。
1241年、神聖ローマ帝国の皇帝フリードリヒ2世が医師と薬剤師に職業を区分し、薬剤師が薬局を管理するように命令（サレルノの勅令）を発した。
中世においては、薬局の開設は許可や免許が必要で、王やフュルスト（高位貴族）などから勅許を得たHof-Apotheke、市議会などの許可を受けた市議会薬局（ドイツ語：Ratsapotheke、Stadtapotheke）で薬局を開く必要があった。
1958年、日本の医薬分離に影響を与えた職業選択の自由判決、Apotheken-Urteil が成された。この判決では、薬局が増えると薬の供給に悪影響を与える懸念から新設を控えるバイエルン薬局法第3条第1項を撤回し、薬剤師が選んだ場所で薬局を開設する権利を取得した。
イギリスの薬局
イギリスでは医薬品は処方箋医薬品、薬局販売医薬品、自由販売医薬品に分類されている。処方箋医薬品と薬局販売医薬品を販売することが可能な業態は薬局に限られる。自由販売医薬品は一般小売店でも販売することができる。処方箋医薬品と薬局販売医薬品の販売には薬剤師を常時配置することが必要である。
中国の薬局
伝統薬と西洋医学での薬を扱う薬局で区別される。

## 著名な薬局関連の建物・組織
- サンタ・マリア・ノヴェッラ薬局 - 現存する世界最古の薬局
- Ratsapotheke (Hildesheim) - 世界最古の継続して営業している薬局。
- 三光丸 - 世界2番目に古い継続営業している薬局
- Raeapteek（英語版） - ヨーロッパで継続して営業している最古の薬局の一つ。1422年創業。ドイツと同様にRaeapteekは市議会薬局の意

### 博物館
- 内藤記念くすり博物館 - 岐阜県各務原市に所在。エーザイが運営。
- 中冨記念くすり博物館 - 佐賀県鳥栖市に所在。久光製薬が運営。19世紀末のロンドンにあったアルバン・アトキン薬局を移設展示している。
- Daiichi Sankyo くすりミュージアム - 東京都中央区に所在。第一三共が運営。
- 旧村田薬局 - 秋田県横手市の増田町に所在。約300年続いた東北でも屈指の薬局として様々な歴史的なものが展示されている[25]。
- 済生堂薬局小西本店 - 神奈川県小田原市本町、小田原城近くに所在。1633年に創業、建物は1925年頃に建造、2002年8月21日に国の登録有形文化財（建造物）として登録された[26][27]。

#### スロバキア
- 赤いザリガニの薬局（英語版） ‐ スロヴァキアの首都ブラチスラヴァに所在する屋号が赤いザリガニの薬局博物館[28]。
- Pharmacy Salvator（英語版） - スロヴァキアの首都ブラチスラヴァに所在する薬局博物館。

## 過疎地・災害対応
移動薬局車（モバイルファーマシー、災害対策医薬品供給車両などとも呼ばれる） ‐ 2011年の東日本大震災を教訓に開発され、2023年4月23日の読売新聞によると日本薬剤師会の統計では広島や徳島など18都府県の約20台が配備された。平時でも買い物難民対策として過疎地などで運用している
。

## シンボル

緑十字は薬局のシンボルとして普及している。多くの国で使われている。
緑十字の別の例。[要出典]
PXは処方箋（prescription）の意でアメリカ合衆国で使われている。乳鉢と乳棒のデザイン。
ドイツ語圏ではApothekeの頭文字Aを象った標識が使われている。
ドイツで使われていたシンボル
オーストリアでの薬局のロゴ
スイスでの薬局のロゴ
スウェーデンでの薬局のロゴ
アイスランドでの薬局のロゴ
イタリアでの薬局ロゴ
ハンガリーでの薬局ロゴ
香港での薬局ロゴ
アラビアなどに見られる薬局のシンボル（ヒュギエイアの杯）